# Женщины в Иране
Женщины в Иране играли разные роли. Исторически роль иранской женщины сводилась к ведению домашнего хозяйства и воспитанию детей. В эпоху Пехлеви (1925—1979) произошли радикальные социальные изменения в сторону десегрегации женщин. Был введен запрет на ношение хиджаба, женщины получили право голоса, право на образование, право на равную заработную плату для мужчин и женщин, право занимать государственные должности. Женщины были активными участниками Исламской революции после которой,  в принятой в 1979 году Конституции Ирана, хоть и провозглашалось равенство мужчин и женщин в соответствии со статьёй 20, однако одновременно предписывалось соблюдение законов шариата. Статья 21 конституции, а также несколько законов, принятых парламентом, дали женщинам такие права, как: право водить машину, занимать государственные должности и посещать университет. В то же время отказ от ношения чадры в общественных местах влечёт за собой наказание по закону. Иранские женщины не перестают бороться за свои права.
- Бюст царицы Музы, Иранский национальный музей
- Персидская женщина на чаше, возможно, царица из семьи Сасанидов
- Женщина. Персо-римская напольная мозаика в Бишапуре.

## История

### Древний Иран
Археологические раскопки в Шахри-Сухте («Сожженный город»), доисторическом поселении в провинции Систан-Белуджистан на юго-востоке Ирана, показали, что женщины в этом регионе, в период с 4-го по 3-е тысячелетия до нашей эры, обладали высоким статусом. Печати, которые были инструментом торговли и управления,  на 90 % принадлежали женщинам, составлявшим более 60 % населения.
На табличках Персеполя ранней эпохи Ахеменидов (559 до н. э. — 329 до н. э.) для женщин использовались три термина:
- муту
- ирти
- дуксис.

Муту— обычные (некоролевские) женщины; ирти — не состоящие в браке члены королевской семьи (Дрипетида, Родогуна (дочь Артаксеркса II) и другие);  дуксис —замужние царственные особы (Аместрида, Артистона, Атосса, Кассандана, Статира, Статира (жена Дария III), Федима и другие).
Женщины королевского двора много путешествовали и часто лично управляли своими поместьями. Известно, что королева-супруга и её фрейлины играли в поло против императора и его придворных. Власть матери монарха ограничивалась только монархом.
Профессии были разделены по полу, некоторые профессии выполнялись представителями обоих полов, женщины могли быть начальницами. Женщины, получали меньше мужчин, но бывало и наоборот. Самое высокое положение занимала арашшара (великий вождь), управляющая большими группами женщин, детей, а иногда и мужчин. Беременные женщины  и  женщины с новорождёнными детьми  получали больше.
Некоторые эксперты утверждают, что именно персидский царь Кир Великий (559 — 530 до н. э.) за двенадцать веков до ислама, установил обычай покрывать женщин, чтобы  защитить их целомудрие. Далее обычай перешёл от Ахеменидов к эллинистическим Селевкидам, далее к византийцам, а уже арабские завоеватели превратили покрывало в хиджаб.
Парфянское царство, после проигранной битвы при Ктесифоне (198 год), было ввергнуто в финансовый и политический кризис, а римские солдаты захватили молодых персидских женщин в качестве военной добычи. Многие иранские солдаты, попавшие в плен к римлянам, были женщинами, сражавшимися вместе с мужчинами.
Муза Парфянская была царицей Парфии в период 2 год до н.э.—4 год н.э.
Сасанидская принцесса Борандохт, дочь Хосрова II, правила Персидской империей почти два года (630—631 год), прежде чем уйти в отставку.
Персидских женщин изображали на персидских миниатюрах, ставших источником сведений о женской моде.
- «Малек Джахан ханум, Махде Олия», жена и мать правителей Каджара.
- «Шах Хосров обнаруживает купание Ширин», из цикла иллюстраций поэтических сюжетов, середина XVIII века;Бруклинский музей

### Исламские периоды
После арабского вторжения в VII веке и падения империи Сасанидов, в течение восьми веков, вплоть до образования Персидской монархии, сохранилось очень мало сведений о женщинах в персидском обществе.
В ранний исламский период в литературе присутствуют женщины-мусульманки благородного происхождения.
Известно о персидских танцовщицах в китайской династии Тан (619—907),  в эпоху пяти династий и десяти царств (907—960) китайские монархи женились на персидских танцовщицах.
Далее моголы (эпоха Тимуридов 1370—1507) предоставили женщинам общественные и политические права— женщины присутствовали на светских праздниках и даже могли быть архитекторами. Знатные женщины обладали огромной властью в своих кланах.
В эпоху Сефевидов (XVI—XVIII век) среди дворянства практикуется затворничество женщин. Женский идеал красоты в тот период представлял молодую девушку с круглым лицом, сросшимися бровями, белоснежной кожей, тонкой талией и длинными чёрными волосами. Несмотря на затворничество знатные женщины изучали математику, астрономию, физику, язык и другие науки. Процесс развода и повторный брак были очень простыми для женщины, при этом мужчины были обязаны вернуть жене приданое. В стране была распространена проституция.

#### Династия Каджаров
В династии Каджаров (1795—1925) женщинам из высшего класса разрешалось выходить из дома только в сопровождении мужчин. Сельские женщины и женщины из низшего сословия  занимались ковроткачеством, вышивкой, а также производством одежды, текстиля, масла, фруктов и чая. Сельских девушек  мог  продать глава семьи. Женщины, работавшие в текстильной промышленности в этот период, зарабатывали в среднем одну треть зарплаты мужчины. Они занимались производством шелка и хлопка, а также другими ремёслами,  работали в моргах, общественных банях и в более богатых домах в качестве горничных, кормилиц и нянек. В городах женщины работали артистками, танцовщицами, проститутками.  Историю Персии до табачного восстания называют «веком тьмы», женщин — «бедными существами» и «бессильными куклами», которые изолированы от общества, но при этом спрятаны «под толстыми покровами и зависимы, как паразиты».
Малек Джахан ханум, королева-мать, оказывала серьёзное политическое влияние во время правления своего сына, с 1848 года до её смерти в 1873 году.
В 1865 году по инициативе Сафиех Езди, жены шейха Мохаммеа Езди, была открыта первая школа для девочек.
Период  между 1905 и 1911 годами, стал началом «пробуждения» женщин в Персии. Гарем Насир ад-Дин Шаха участвовал в табачном восстании 1891 года. В штурме Мажилиса (парламента) в 1911 году участвовали женщины.

#### Династия Пехлеви
Пехлеви-шахи правили Ираном в период с 1925 по 1979 год и провели множество прогрессивных реформ, касающихся прав женщин. Примером ранней реформы, проведённой Реза-шахом, было принудительное раскрытие, то есть снятие хиджаба с женщин специальным указом от 8 января 1936 года (Кашф-э хиджаб). Участие женщин в жизни общества возросло (экономика, образование и рабочая сила), уровень грамотности повысился.
При преемнике Реза-шаха Мохаммаде Реза-Пехлеви были проведены дальнейшие реформы:
- 1963 году женщины получили избирательное право, и вскоре после этого женщины были избраны в Меджлис (парламент) и верхнюю палату, а также назначены судьями и министрами в кабинете министров[35]
- В 1967 году иранское семейное право было реформировано, что улучшило положение женщин в иранском обществе. Оно было включено в гражданский кодекс и защищало жён, детей и разведённых женщин.

Законы о защите семьи 1967 и 1973 годов защищали права женщин:
- муж должен был обращаться в суд для развода взамен традиции таляка по законом шариата
- жена могла инициировать развод
- требовалось согласие первой жены для женитьбы на второй
- опека над детьми была оставлена на усмотрение новых судов по защите семьи, а не автоматически передана отцу
- минимальный возраст замужества для женщин был повышен с 13 до 15 лет (в 1967 году) и до 18 лет в 1975 году[36].

До Исламской революции 1979 года аборты в Иране были легализованы с согласия мужа. Одинокие женщины могли сделать аборт по желанию без каких-либо особых условий.
С 1965 по 1966 год процент неграмотных женщин снизился на 11 %. Однако это снижение неграмотности в основном произошло в городских районах, где неграмотность снизилась на 20 %, тогда как в сельской местности снижение составило всего 3 %. Именно в городах увеличелось количество образовательных центров и университетов (главным образом в Тегеране и Абадане).
Рост уровня образования женщин привёл к увеличению участия женщин в различных сферах труда в период 1956—1966 годов. Женщины начали заниматься такими областями, как биология, сельское хозяйство, медицина, преподавание, право и экономика. Занятость женщин в Абадане, Тебризе и Исфахане увеличилась, причём в последних двух наблюдается значительный рост женского труда, а в Тегеране несколько снизилась.

#### Исламская Республика Иран
После иранской революции 1979 года Иран стал исламской республикой. Женщины широко участвовали в революции, после которой, особенно во время руководства аятоллы Хомейни  их права были значительно ограничены. Но даже после революции большое количество женщин поступило на государственную службу и получило высшее образование. В 1996 году 14 женщин были избраны в Исламский консультативный совет.
Несмотря на значительное ущемление прав (были ограничены многие области обучения в школе), женщинам разрешалось служить в армии, часто в военизированных формированиях. В ирано-иракской войне женщины участвовали в пехотных войсках, а также в разведке и политических кампаниях, заменяли в домашнем хозяйстве мужчин, которые сражались, были ранены или убиты.
Хомейни часто выражал признательность женщинам за военное участие. В мае 1979 года Хомейни обратился к своей аудитории и рассказал о дочери пророка Фатиме, выставив её поведение образцом подражания для женщин: в борьбе, вдохновении людей и страдании.
Во время революции паранджу носили как символ протеста, но требование об обязательном ношении хиджаба привело к протестам в Международный женский день в Тегеране в 1979 году. Хомейни подчеркнул важность ношения женщинами скромной исламской одежды.
В 1980-е  при Хомейни произошло значительное ущемление прав женщин:
- ношение хиджаба стало обязательным (1981)
- косметика была запрещена (1981)
- полиция нравов  ввела суровые наказания (удаление помады лезвием бритвы (1981)[42])
- запрет женщинам быть судьями (в начале 1980-х годов) , не поощряли становиться юристами
- исламское правительство отменило законы о защите семьи 1967 и 1973 годов, ограничивающие полигамию, дававшие женщинам право на развод и устанавливающие минимальный возраст для вступления в брак
- режим запретил контрацепцию
- снижение брачного возраста девочек  до 9 лет.

Аборты в Иране были приведены в соответствие с шариатом, в трактовке имама Хомейни по запросу Совета стражей конституции, то есть процедура была разрешена законом только при угрозе смерти матери в случае сохранения беременности и до срока беременности 16-18 недель. Преступлением считается аборт при беременности в результате изнасилования. Попытка изменить положение дел с абортами в Иране в 2005 году не увенчалась успехом.
В 1986 году Меджлис проголосовал за принятие закона из 12 статей, который предоставлял женщинам следующие права в браке:
- брачные договоры
- право разведённой женщины на долю имущества
- расширенные права на алименты.

После смерти аятоллы Хомейни многие ограничения для женщин были сняты.
Так как население Ирана на протяжении 1980-х годов резко возросло, несмотря на ирано-иракскую войну ( в 1983 году уровень рождаемости достиг 3,9 ребёнка на одну женщину, что вдвое превышало средний мировой показатель)— женщинам стали доступны ранее запрещённые противозачаточные средства. Правительство пыталось уменьшить рост населения, раздавая контрацептивы зачастую бесплатно. Это привело к снижению уровня рождаемости  до 2,3 ребёнка на одну женщину, что стало одним из самых низких показателей на Ближнем Востоке.
 В 1992 году «Высший совет интеграционной революции» принял комплекс стратегий занятости женщин, поощряющих интеграцию женщин на рынке труда в качестве рабочей силы, одновременно подчёркивающих важность семейных ролей для женщин. Женщин поощряли заниматься гинекологией, фармакологией, акушерством и лабораторной работой. При этом некоторые профессора по-прежнему отвергали женщин как „несоответствующих исламу“.
В 1990 году сфера права была открыта для женщин, и им было разрешено работать в специальных гражданских судах, но не на должности судьи.
При президенте Рафсанджани утверждалось, что в исламе „нет препятствий для образования женщин в любой области“.  Статистика 1986/87 годов показывает, что приём женщин в школы стоматологии, аудиологии, статистики, оптометрии, радиологии и лучевой терапии был на одном уровне с мужчинами. Но в Плане образования Исламской Республики Иран имеется чёткое разделение между образованием, преподаваемым мальчикам и девочкам.
В 1992 году «Совет целесообразности» принял закон, позволяющий женщинам, которые были „несправедливо“ разведены, взыскивать с бывшего мужа плату за услуги, которые она оказывала во время брака.
| Конец 1970-х | Параметр                  | Начало 2010-х |
| ------------ | ------------------------- | ------------- |
| 42.33 %      | Грамотность (15-24)       | 97.70 %       |
| 24.42 %      | Грамотность (>15)         | 79.23 %       |
| 48,845       | Студенты                  | 2,191,409     |
| 122,753      | Выпускники                | 5,023,992     |
| 2.4 %        | Выпускники (%)            | 18.4 %        |
| 19.7         | Возраст вступления в брак | 23.4          |

По состоянию на 2005 год 65% студентов университетов Ирана и 43% наёмных работников составляли женщины. На начало 2007 года доля женщин среди иранских студентов, изучающих естествознание и инженерные науки составляла  ~70%.
27,1 % женщин-министров в правительстве вывели Иран в число первых 23 стран в начале 2000-х годов, 2,8-4,9 % женщин-парламентариев за последние 15 лет включили его в число первых 25 стран.
В 2009 году Фатеме Бодаги стала вице-президентом по правовым вопросам и главным советником президента Махмуда Ахмадинежада. Марьям Моджтахидзаде, возглавляющая министерство по делам женщин, также была выбрана советником президента.
В Иране можно было направить камеру на женщину... и она улыбнулась бы», в отличие от других, более консервативных мест, где женщины могут возражать против этого.
В иранской полиции также есть женщины, которые занимаются преступлениями, совершаемыми женщинами и детьми. По мнению Верховного лидера Ирана Али Хаменеи, предоставление возможности для развития талантов женщины в семье и обществе является проявлением уважения к женщине.
14 мая 2019 года Исламский консультативный совет Ирана одобрил дискриминационную поправку к закону о гражданстве, согласно которой женщины, состоящие в браке с мужчинами-иностранцами, должны просить о предоставлении гражданства детям до 18 лет, в то время как детям и супругам иранских мужчин предоставляется гражданство автоматически. Совет стражей одобрил поправку и 2 октября 2019 года подписал законопроект, принимая во внимание проверку биографических данных отцов-иностранцев.
В августе 2019 года Федерация футбола Ирана впервые за 40 лет сняла запрет на вход иранских женщин на футбольные стадионы.
8 сентября 2019 г. Сахар Ходаяри совершила самосожжение после ареста за попытку проникнуть на стадион. После этого инцидента ФИФА заверила, что иранские женщины смогут посещать стадионы с октября 2019 года 10 октября 2019 года более 3500 женщин посетили стадион Азади на отборочном матче чемпионата мира по футболу против Камбоджи.

### Права женщин в Иране
Патриархат, как часть ислама, поддерживается в современном Иране на государственном уровне. В настоящее время Иран занимает 137 место из 164 стран по индексу равенства по половому признаку.
Правозащитная организация Amnesty International информирует о случаях изнасилования женщин и мужчин в иранских тюрьмах. 17 января 2020 года Раха Бахрейни, специальный репортёр Amnesty International по Ирану, раскрыла случай сексуального насилия в отношении иранской женщины, задержанной в Тегеране во время протестов, вспыхнувших после сбития украинского пассажирского самолёта.

## Политика
| Наименование           | Количество мест |
| ---------------------- | --------------- |
| Кабинет                | 2 из 31 (6%)    |
| Парламент              | 17 из 290 (6%)  |
| Ассамблея экспертов    | 0 из 88 (0%)    |
| Совет стражей          | 0 из 12 (0%)    |
| Совет целесообразности | 0 из 39 (0%)    |
| Городские советы       |                 |
| Тегеран                | 6 из 21 (%)     |
| Мешхед                 | 2 из 15(%)      |
| Исфахан                | 2 из 13 (%)     |
| Шираз                  | 2 из 13(%)      |
| Тебриз                 | 1 из 13 (%)     |

Женщины в Иране получили право голоса в 1963 году, хотя право на образование было получено раньше (впервые женщин приняли в иранские университеты в 1937 году). До и после революции 1979 года несколько женщин были назначены министрами или послами. Фаррохру Парса была первой женщиной, назначенной министром образования в 1968 году, а Махназ Афхами была назначена министром по делам женщин в 1976 году.
Известные женщины- политики: Тахере Саффарзаде, Масумех Эбтекар, Азам Талегани, Фатеме Хагигатжу, Элахе Кулаи, Фатеме Джавади, Марзие Даббак и Захра Рахнавард, пришли после революции.
Другие иранские женщины, такие как Голи Амери и Фарах Карими, занимают должности в западных странах.
В 2016 году в парламенте заседало 17 женщин из общего числа 290 парламентариев.
В настоящее время в Иране действует несколько женских политических организаций, в том числе:
| Наименование                                       | Генеральный секретарь    | Партия      |
| -------------------------------------------------- | ------------------------ | ----------- |
| Zeynab Society                                     | Azam Haji-Abbasi         | Principlist |
| Association of the Women of the Islamic Revolution | Sedigheh Hejazi          | Principlist |
| Islamic Assembly of Ladies                         | Fatemeh Karroubi         | Reformist   |
| Association of the Women of the Islamic Republic   | Zahra Mostafavi Khomeini | Reformist   |
| Women Journalists Association                      | Jaleh Faramarzian        | Reformist   |
| Reformist Women's Party                            | Zahra Shojaei            | Reformist   |
| Society of Progressive Muslim Women                | Fatemeh Rakeei           | Reformist   |
| Women's Society of the Islamic Revolution          | Azam Taleghani           | Reformist   |
| Society for Support of Women's Rights              | Shahindokht Molaverdi    | Reformist   |

## Образование
Образование для иранских женщин помогает бороться против гендерного неравенства и улучшать своё социальное положение.
Формальное образование женщин в Иране началось в 1907 году с открытия первой начальной школы для девочек. К середине века правовые реформы, предоставившие женщинам право голоса и повысившие минимальный возраст вступления в брак, предоставили женщинам больше возможностей для получения образования вне дома. После периодов  ограничений уровень образования женщин продолжил расти. Была изменена образовательная система, учебная программа. К 1989 году на вступительных экзаменах в колледжи преобладали женщины.
Ограничения в образовательной сфере:
- классы с разделением по признаку пола
- исламская одежда
- направление женщин на «женские» специальности. которые мешают построению определённой карьеры[84]

Неграмотность среди женщин снижается: в 1970 году— 54%, в 2000 — 17,3%.
Соответственно уровень грамотности иранских женщин вырос с 46 % до 83 %. Иран занимал 10-е место по уровню грамотности женщин в 1970-х годах и удерживал эту позицию на 2011 год.
По данным всемирного опроса ЮНЕСКО, на уровне начального образования в Иране самое высокое соотношение женщин и мужчин в мире среди суверенных стран: соотношение девочек и мальчиков составляет 1,22:1,00. По данным ЮНЕСКО за 2012 год, в Иране больше студенток, изучающих инженерные специальности, чем в любой другой стране мира.
Первым университетом, который смогли посещать иранские девушки, стал Тегеранский университет в 1932 году.
Когда университеты вновь открылись в 1982 году, правительство произвело дискриминационную революцию в курсах для женщин:
- были исключены курсы, которые считались ненужными— музыка и консультирование
- доступ женщин к  определённым курсам был ограничен.

Девочки начали посещать школу только после исламской революции 1979 года.
В 2001 году «Национальный доклад о положении женщин в Исламской Республике Иран» включал вопросы образования для женщин, такие как вопросы учебной программы, управленческие должности и академические квоты; в 2002—2003 годах женщины имели регулярный доступ ко всем курсам, кроме инженерных. В 2002 году доля студенток по сравнению со студентами-мужчинами в высших учебных заведениях увеличилась с 37,4 % до 100,5 %, и в том же году почти большинство женщин в академиях (с 26,8 % до 49 %) были наняты на должности доцентов.
Однако процент женщин на рынке труда очень низок, и организации, как правительственные, так и неправительственные, отдают приоритет мужчинам. Нет никакой связи между образованием и трудоустройством девочек, и 50 % выпускников имеют работу, не связанную с учёбой.

## В экономике
С 1970-х годов в Иране произошли значительные экономические и социальные изменения. Уровень участия женщин на рынке труда увеличился с 9,1 % в 1996 году до 14% в 2004 году и до 31,9%  в 2009 году.
Хотя женщины составляют более половины населения Ирана, однако они составляют лишь небольшой процент рабочей силы. Официальная статистика, предоставленная Бюро переписи населения, показывает, что участие женщин в рабочей силе остаётся довольно низким.
Несмотря на это, хотя женщины составляют почти 30 процентов иранской рабочей силы, а процент всех экономически активных иранских женщин увеличился более чем вдвое с 6,1 процента в 1986 году до 13,7 процента в 2000 году.
В 2004 году работающих иранских женщин  было  2,16 миллионов, мужчин— 11,52 миллионов.
82,7 % женщин-государственных служащих работают в сфере преподавания и образования, за которыми следуют административные, финансовые, канцелярские, медицинские и медицинские профессии. В тройку крупнейших сфер женской занятости входят сельское хозяйство, производство и образование. Одним из факторов увеличения занятости женщин является повышение уровня их грамотности. Гендерный разрыв в безработице сохраняется. Например, в 2008 году безработица среди мужчин составляла 9,1 %, а среди женщин — 16,7 %.
Перепись населения Ирана даёт одно измерение участия в рабочей силе, а обследование рабочей силы — другое. В переписи населения Ирана в качестве предельного возраста использовались разные возрасты: 10 лет для переписи 1976 года и 6 для переписи 1986 года, в то время как Международная организация труда оперирует возрастом 15 лет. МОТ сообщает, что уровень занятости женщин составляет 17,1 %, что значительно выше, чем у Всемирного банка.  С течением времени наблюдается общая тенденция к росту женской занятости.
Раньше женщины в Иране были ограничены частной сферой, которая включает в себя уход за домом и детьми, им была ограничена мобильность, и им требовалось разрешение мужа, чтобы получить работу. Работодатели считают женщин менее надёжными работниками по сравнению с мужчинами.
Светские феминистки и элита были недовольны исламской революцией, в то время как другие активистки, такие как Роксана Бахрамиташ, продвигают ложную идею о том, что революция  привела женщин в общественную сферу. Фактически ответственность и обязанность женщины была ограничена  домом, мужчины имели право препятствовать выходу своих жён на рынок труда. что и  является основой Исламской Республики.  На работающих женщинах лежит «двойное бремя».  Женщина, занятая домом, подвергается эксплуатации, не связанной с получением заработной платы.
После революции, хотя на бумаге было признано, что женщины имеют равное право на трудоустройство, но на практике это не проявилось. Сравнивая дореволюционную и послереволюционную эпоху, в период с 1976 по 1986 год участие женщин в рабочей силе значительно снизилось с 12,9 процента до 8,2 процента.
В 1990-е годы женщины получали компенсацию за работу по дому в соответствии с законом о заработной плате в семье, который позволял женщинам требовать от мужей компенсации за работу по дому в случае развода.
В 1979 году Соединённые Штаты объявили экономический бойкот Ирану, что затронуло многие из их экономических секторов (ткачество) В частности, бойкот затронул ковровую промышленность. В результате бойкот повлиял на участие женщин в рабочей силе.
Ковроткачество было очень распространено среди женщин сельской местности. В 1996 году более 91,5% женщин, занятых в промышленности, работали в текстильной промышленности, которая в основном занималась ковроткачеством. Однако из-за того, что США ввели санкции против Ирана, иранский импорт из страны был запрещён. Это привело к тому, что персидские ковры покупали в Китае и Индии. С 1994 по 2005 год экспорт ковров резко сократился, общая доля ковров в не-нефтяном экспорте снизилась с 44,2% до 4,2 %. Американские санкции серьёзно влияют на женщин на рынке труда, поскольку большинство ковровщиц составляют менее образованные женщины.

### Предпринимательство
Согласно отчёту Global Entrepreneurship Monitor за 2012 год, уровень предпринимательства в Иране среди женщин в возрасте от 18 до 64 лет колебался от 4 до 6 % в период с 2008 по 2012 год, в то время как их общее экономическое участие составляет  13 % от всей экономики.

### Проституция и секс-индустрия
Точное количество проституток, работающих в Иране, приблизительно на 2017 год в Иране было 228,7 тысяч проституток.
Кожаные сапоги широко используются иранскими проститутками как символ женской власти.
В отчёте 2021 году был сделан вывод о том,что проституция в Иране стала более распространённой с использованием Интернета.

## Иранское женское движение
При династии Пехлеви было решено следовать тем же принципам, что провозгласил президент Турции Ататюрк;  отменить обязанность носить паранджу и открыть доступ в университеты для женщин.
Во время правления Реза-шаха Пехлеви феминистское движение усилилось, хотя  не была достигнута главная цель — всеобщее избирательное право.
Во время правления сына Реза-шаха Пехлеви, Мохаммад-шаха, иранским женщинам удалось получить доступ к Коммунистической партии Туде, и некоторые из этих активисток основали параллельные союзы, все ещё борющиеся за право голоса, которое им удалось получить в 1962 году
Некоторые дискриминирующие женщин статьи семейного права были пересмотрены в 1967 году (развод стал юридической процедурой, которая должна была осуществляться только в суде, а минимальный возраст для брака был увеличен до 18 лет.
Шагом назад было снижение минимального возраста вступления в брак женщин до 13 лет.
При президенте Мохаммаде Хатами (1997—2005) феминистские движения находятся на подъёме. Президент фактически был избран благодаря их поддержке.
В 2003 году Ширин Эбади, первая иранская женщина-судья в эпоху Пехлеви, получила Нобелевскую премию мира за свои усилия по продвижению прав человека.
В 2005 году президента Хатами сменил консерватор Махмуд Ахмадинежад.
В 2009 году перед весенними выборами многочисленные организации, например, «Медрасе-йе феминист», решили объединиться, чтобы выступить единым фронтом  и потребовать улучшения условий жизни женщин.
В том же году было основано Зелёное движение, основным оригинальным и важным элементом которого является феминистское лидерство. Это движение началось как восстание в поддержку демократии, возглавляемое в основном женщинами, входившими в состав городского среднего класса.
Одним из символом женского правого движения стала Неда Ага-Солтан.
После избрания в 2005 году президента Махмуда Ахмадинежада западные СМИ заявили, что права женщин ухудшились. После переизбрания Ахмадинежада в 2009 году была назначена первая женщина-министр.
В 2022 году Зелёное движение стало полностью политическим.

## Наука
В течение последних нескольких десятилетий иранские женщины имели значительное присутствие в иранской науке. По данным министерства исследований Ирана, в 1998/99 учебном году женщины составляли около 6% профессоров, 8% доцентов и 14% преподавателей. Каждым пятым доктором философии была женщина.   49,8% студентов университетов Ирана — женщины.

## Мода и одежда
В Иране развита кожевенная промышленность, изготавливают кожаные топы, обувь.
Древние персы (и мужчины и женщины) носили кожаные сапоги на высоком каблуке, и одной из главных особенностей современной иранской женской моды является ношение кожаных сапог на высоком каблуке.

### Обязательное ношение чадры в Исламской Республике
После Исламской революции ношение чадры стало обязательным для всех женщин, что вызвало протесты и демонстрациями со стороны либеральных и левых женщин. 8 марта 1979 года тысячи женщин приняли участие в женском марше в Международный женский день, протестуя против обязательного ношения хиджаба. Это привело к временному отказу от принуждения, однако с устранением левых и либералов и установлением власти консерваторов, ношение чадры стало обязательным для всех женщин.
Это началось с «исламизации офисов» в июле 1980 года, когда непокрытым женщинам  было отказано во входе в правительственные учреждения и общественные здания, а также им было запрещено появляться на рабочих местах  под угрозой увольнения.   На улицах нападали на непокрытых женщин, были выдвинуты лозунги: «Наденьте чадру, или мы ударим вас по голове» и «Смерть непокрытым».  В 1983 году были введены наказания для непокрытых женщин— 74 удара плетью:67. Соблюдение закона было возложено сначала на членов комитетов исламской революции, патрулировавшие улицы, а позже на Назидательный патруль.
В1984 году хиджаб был официально наложен на всех иранских женщин, что вынудило их экспериментировать в узких рамках исламского кодекса скромности, стандартная чёрная чадра эволюционировала в простой платок (русари) в сочетании с другими яркими элементами одежды.  В 2010 году 531 молодая женщина (в возрасте 15–29 лет) из разных городов девяти провинций Ирана приняла участие в исследовании, результаты которого показали, что 77 % предпочитают более строгое покрытие, 19 % - свободное покрытие и только 4 % вообще не нужно покрытие.  В 2017 году в Тегеране перестали арестовывать женщин, нарушающих кодекс скромности, а вместо этого стали накладывать штрафы и проводить занятия со стороны полиции.

### Протесты против обязательного ношения хиджаба
За годы, прошедшие после революции, в иранском обществе произошёл «разрыв поколений», затронувший образ жизни, семейные отношения, политику и религию.  Для многих молодых женщин одной из важнейших тем, вызывающих протест, является вопрос хиджаба, ставшего обязательным после революции 1979 года, а также требования скромности; свободная одежда, русари (платок), закрывающий все волосы.
В 2015 году  иранская журналистка, писательница и защитница прав женщин Масих Алинеджад основала онлайн-движение «Моя скрытая свобода», призывающее публиковать в интернете фотографии без хиджаба. 35 протестующих было арестовано только в Тегеране. Правительство пригрозило за нарушение 10 годами тюрьмы. Ситуация осложнилась агрессивными действиями со стороны Назидательного патруля.
Женщины, арестованные за демонстрацию против обязательного ношения хиджаба, сообщили, что их содержат в одиночных камерах , подвергают пыткам и избиениям.
В декабре 2017 и январе 2018 года несколько женщин в знак протеста сняли платки ( «Девушки с улицы Революции»), была арестована и приговорена к году тюрьмы одна из них—Вида Мовахеди. В 2018 году Насрин Сотуде, иранский адвокат по правам человека, защищавшая женщин, преследуемых за протесты против обязательного ношения хиджаба, была приговорена к 38 годам тюремного заключения и 148 ударам плетью. За 2018 год семь правозащитников попали в тюрьму. Протесты продолжились. Их насильственно подавляли.
16 сентября 2022 года 22-летняя иранка  Махса Амини была арестована по подозрению в неправильном ношении хиджаба и позже скончалась после избиения сотрудниками полиции религиозной нравственности. Смерть Амини  вызвала серию протестов против обязательного ношения хиджаба по всему миру.  По состоянию на 9 января 2023 года убит не менее 481 протестующий, в том числе 64 несовершеннолетних (Убийство Киана Пирфалака).

## Культура
В течение последних нескольких десятилетий иранские женщины имели значительное присутствие в иранской науке, современном иранском искусстве, литературной новой волне и новой волне иранского кино.

### Музыка
Певица Камар ол-Молук Вазири была первой  женщиной своего времени, которая пела публично в Иране без чадры.
Арфа Атраи, Сусан Матлооби, Фатеме Ваези, Масуме Мехр-Али и Сусан Аслани, — мастера персидской традиционной музыки.
Судабех Салем и Сима Бина разработали иранскую детскую музыку и иранскую народную музыку соответственно.
Лили Афшар сочетает персидскую и западную классическую музыку.
Гугуш – одна из самых известных иранских певиц, эквивалентна Элвису Пресли или Барбре Стрейзанд.  В 2000 году она выступила с международным туром.

### Современное искусство
В течение последних нескольких десятилетий иранские женщины имели значительное присутствие в  современном иранском искусстве.
Иранские женщины сыграли важную роль в  иранском кино. За последние два десятилетия доля женщин-режиссёров в Иране превысила долю женщин-режиссёров в большинстве западных стран.
Успех режиссёра-новатора Рахшана Бани-Этемада позволяет предположить, что многие женщины-режиссёры в Иране усердно работали над фильмами задолго до того, как режиссёр Самира Махмальбаф попала в заголовки газет. Всемирно признанные деятели персидского женского кино — Тахмине Милани , Рахшан Бани-Этемад , Захра Доулатабади , Ники Карими , Самира Махмальбаф , Махин Оскуэй, Пари Сабери , Хана Махмальбаф , Пуран Рахшанде, Ширин Нешат, Сепиде Фарси, Марьям Кешаварз , Яссамин Малекнаср и Сара Растегар.
Иранский писатель и режиссёр Рахшан Бани-Этемад, вероятно, самая известная и, безусловно, самая плодовитая женщина-режиссёр Ирана. Она зарекомендовала себя как старейшая государственная женщина иранского кино, создав документальные фильмы и фильмы о социальной патологии. Одной из самых известных женщин-режиссёров в стране сегодня является Самира Махмальбаф , которая сняла свой первый фильм « Яблоко» , когда ей было всего 17 лет. Самира Махмальбаф выиграла приз жюри Канн в 2000 году за фильм « Доски» о судебных процессах над двумя путешествующими учителями в Курдистане.